# 长城街道 (大连市)
长城街道，是中华人民共和国辽宁省大連市旅顺口区下辖的一个乡镇级行政单位。

## 行政区划
长城街道下辖以下地区：
周家村、刘钟村、李家村、赵家村、曹家地村、黄家村和长岭子村。